# Sedm divů Ukrajiny

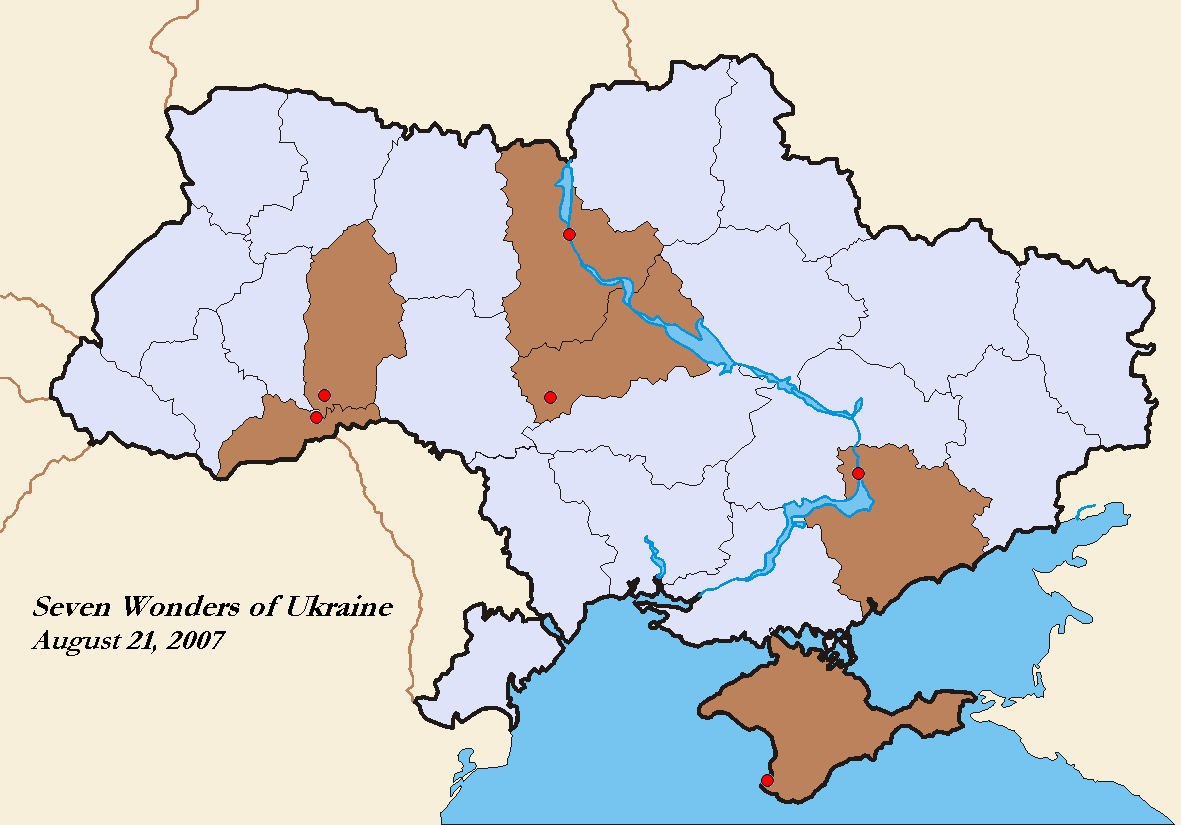
Mapka rozmístění sedmi divů Ukrajiny

Sedm divů Ukrajiny je sedm nejzajímavějších památek z oblastí archeologie, architektury, regionů a přírody na Ukrajině, které byly vyhlášeny 21. srpna 2007 jako výsledek stejnojmenné celoukrajinské akce, jejímž iniciátorem byl politik a historik Mykola Tomenko.

## Hlasování 2007
V prvním kole bylo vybráno 100 kandidátů za jednotlivé ukrajinské oblasti. Finální hlasování pak probíhalo dvěma způsoby:
- formou veřejné internetové ankety, v níž rozhodovalo 76 889 hlasujících,
- hlasováním stovky odborníků z oblasti historie, architektury, kulturologie, památkové péče a cestovního ruchu.

## Výsledky 2007
| Pořadí | Památka                                                    | Obrázek                                 | Bodů |
| ------ | ---------------------------------------------------------- | --------------------------------------- | ---- |
| 1.-2.  | Sofijivka – parkový komplex v Umani, Čerkaská oblast       | Sofijivkský park                        | 39   |
| 1.-2.  | Kyjevskopečerská lávra – jeskynní klášter v Kyjevě         |                                         | 39   |
| 3.-4.  | historický komplex v Kamenci Podolském, Chmelnycká oblast  | historický komplex v Kamenci Podolském. | 36   |
| 3.-4.  | Chortycja – dněperský ostrov v Záporoží, Záporožská oblast | Chortycja.                              | 36   |
| 5.     | Chersonésos – ruiny antického města v Sevastopolu          | Chersonésos.                            | 34   |
| 6.     | Katedrála svaté Sofie v Kyjevě                             | Chrám sv. Žofie                         | 33   |
| 7.     | Chotynská pevnost v Chotyně, Černovická oblast             | Chotynská pevnost.                      | 27   |

## Zvláštní nominace 2007
- duchovní památka: klášter v Ostrohu na Volyni
- památka moderní Ukrajiny: muzeum Pysanka („kraslice“) v Haličské Kolomyji
- památka moderních dějin: Livadijský palác, dějiště jaltské konference (1945)

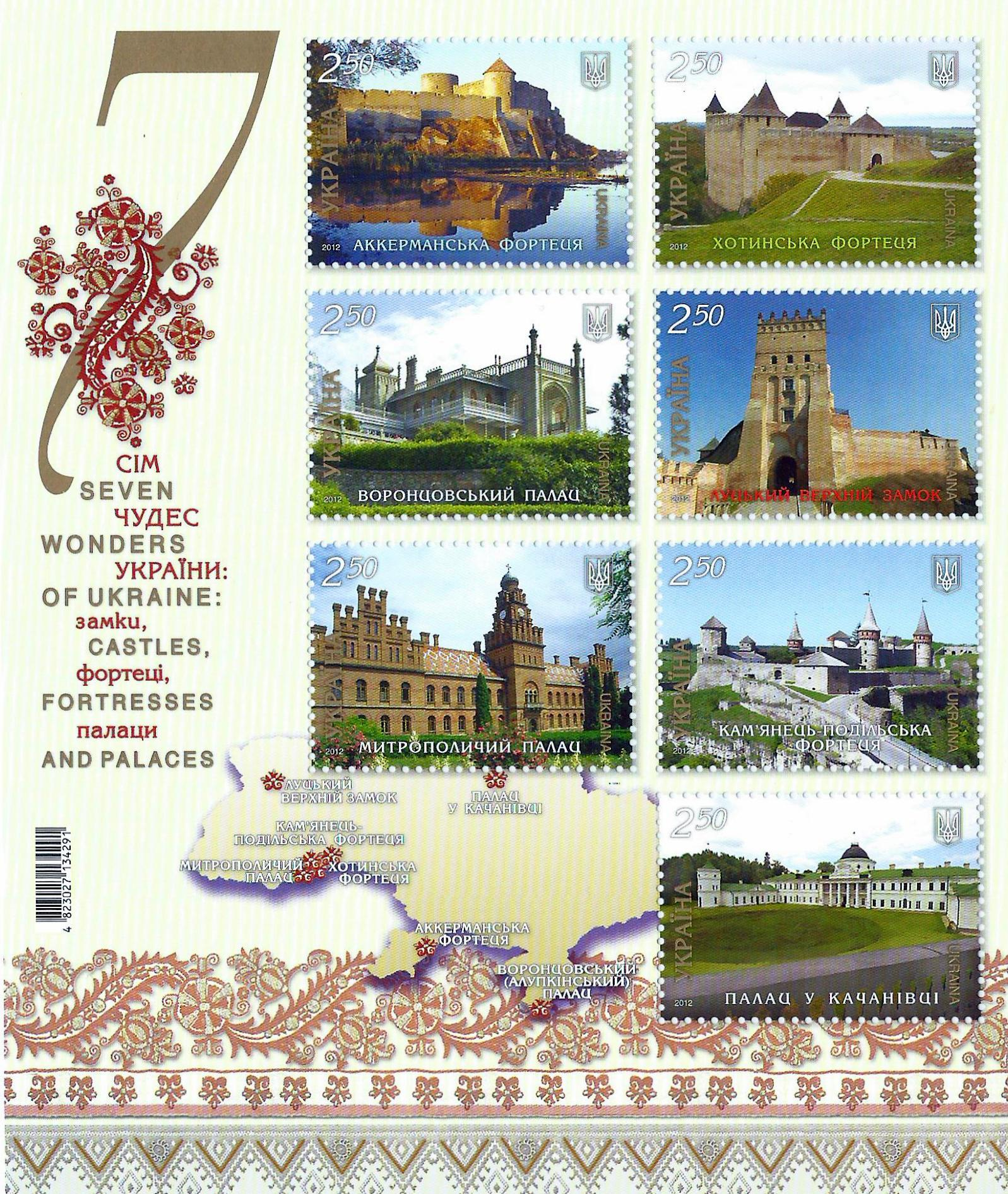
7 divů Ukrajiny v architektuře, poštovní známky z roku 2012

## Sedm divů Ukrajiny (architektura) 2012
Výsledky internetového hlasování z roku 2007 pozměnilo ukrajinské ministerstvo kultury, které v roce 2011 dalo vytisknout emisi poštovních známek se sedmi divy Ukrajiny v kategorii architektonických památek (hrady, zámky, pevnosti a paláce), v níž se shodují jen dva divy ze sedmi. Vybrány byly 
- Bilhorod-Dnistrovskyj (Akkermanská pevnost/horní hrad)
- Chotynská pevnost
- Voroncovský palác v Alupce na Krymu
- Lucký hrad ve Volyni
- Rezidence bukovinských metropolitů českého architekta Josefa Hlávky
- historický komplex Kamenec Podolskyj
- Zámek Kačanivka v Černihivské oblasti